# Lasek (rejon jaworowski)
Lasek – wieś na Ukrainie w rejonie jaworowskim należącym do obwodu lwowskiego.